# 8217 Dominikhašek
8217 Dominikhašek هو كويكب، يقع ضمن حزام الكويكبات. اكتشف في 21 أبريل 1995.

## روابط خارجية
- 8217 Dominikhašek في قاعدة بيانات مختبر الدفع النفاث لأجرام النظام الشمسي الصغيرة

- الاكتشاف · مخطط المدار ·  العناصر المدارية · المعلمات المادية

- 8217 Dominikhašek على موقع ويكي سكاي: DSS2, SDSS, GALEX, IRAS, Hydrogen α, X-Ray, Astrophoto, Sky Map, Articles and images